# Gülşen Bayraktar
Gülşen Bayraktar es una cantante turca de música pop. Se registró y aumentó su fama tras el lanzamiento de cuatro discos y una imagen basada en su sex-appeal. Su imagen actual se produjo después de los looks más conservadores que había adoptado en sus discos anteriores. Es descendiente de una familia georgiana de la ciudad de Ordu.

## Biografía
Gülşen nació el 29 de mayo de 1976 en Estambul, Turquía. Realizó sus estudios en el barrio estambuleño de Şehremini y en el Departamento de música clásica turca de la Universidad Técnica de Estambul.
Su primer disco, Be Adam (¡Oh hombre!) que fue lanzado en 1995, dio a Gülşen un buen debut en el mundo de la música turca, y su segundo disco, Erkeksen (Si tú eres un hombre), vino tres años después, en 1998. Tras otro intervalo de tres años, el disco Şimdi (Ahora), fue lanzado en 2001. Este no alcanzó la popularidad que la cantante había esperado. El relativo fracaso de este álbum se puede atribuir a la imagen que presentó en su álbum de 2004, Of...Of.... En el videoclip para el título Sarışınım (Mi rubio/a), en el que estaba cubierta con borrosas manchas en algunas partes de su cuerpo delgado, fue considerado como obsceno por el organismo de control del Estado para emisiones de TV RTÜK, y varios canales de televisión fueron advertidos por haber emitido el clip.
El título de su disco de 2006 Yurtta aşk, cihanda aşk (Amor en el país, amor en el mundo), como referencia a la famosa frase de Atatürk Paz en el país, paz en el mundo , fue lanzado en junio de 2006.
Mientras tanto, la vida privada de Gülşen también tuvo una gran cobertura en los medios de comunicación turcos y en la prensa sensacionalista. Con el fin de llegar a la audiencia internacional, Gülşen utiliza el nombre de "Gulshen" para asegurar una correcta pronunciación de su nombre de pila.
En 2010, trajo el lanzamiento del séptimo álbum Gülşen, llamado Önsöz, en el que Ozan Çolakoğlu sirvió como director musical y cocompositor. Al mismo tiempo, surgieron rumores de que Gülşen y él mantenían una relación y que la pareja pasó sus vacaciones en Suiza.

## Discografía
Álbumes
- Be Adam (¡Oh hombre!) (1995) 500.000+
- Erkeksen (Si tú eres un hombre) (1998) 70.000+
- Şimdi (Ahora) (2001) 50.000+
- Of...Of... (2004) 700.000+
- Yurtta aşk, cihanda aşk (El amor en el país, el amor en el mundo) (2006) 630.000+
- Ama bir farkla (Pero con una diferencia) (2007) 80.000+
- Önsöz (Prólogo) (2009) 250.000+
- Beni Durdursan mı? (2013)
- Bangır Bangır (2015)